# Damir Markota
Damir Omerhodžić-Markota (nacido el 26 de diciembre de 1985 en Sarajevo, RFS Yugoslavia, actual Bosnia & Herzegovina) es un jugador de baloncesto croata que milita en el KK Mornar Bar.

## Carrera

### Europa
Markota huyó a Suecia de Bosnia durante la guerra, donde comenzó a jugar al baloncesto. Jugó con Maciej Lampe en Estocolmo hasta que se mudó a Croacia a los 14 años. Firmó con el KK Cibona, aunque fue cedido al Zabok y al Karlovac Šanac hasta la temporada 2003-04. Recibió la ciudadanía croata, rechazando una oferta para jugar con la selección sueca.
Markota era conocido por su gusto a las fiestas y su mala actitud cuando se presentó al Draft de la NBA de 2004, por lo que decidió retirar finalmente su nombre. En los dos años siguientes, trabajó para reparar su imagen, a medida que jugaba con la selección nacional croata. Además, cambió su apellido Omerhodžić por Markota (apellido de su madre, soltera) en 2004.

### NBA
Al final, Markota fue elegido en el Draft de 2006 por San Antonio Spurs en la 59ª posición de la segunda ronda, siendo inmediatamente traspasado a Milwaukee Bucks. En febrero de 2007, los Bucks le asignaron a Tulsa 66ers de la NBDL para mejorar su juego. En su primera temporada en la NBA, sus promedios han sido de 1.7 puntos y 1 rebote en 30 partidos.
En el verano de 2007, Markota rescindió su contrato con Milwaukee Bucks de mutuo acuerdo, tras la llegada a la franquicia de Milwaukee del número 6 del Draft de 2007, el chino Yi Jianlian, viendo que con la llegada de este iba a disponer de menos oportunidades de jugar.
De vuelta en Europa, Markota fichó por el Spartak St.Petersburgo ruso y más tarde por el Zalguiris Kaunas lituano, conjunto con el que promedió casi 13 puntos, 7 rebotes y 2 asistencias por partido.

### ACB
En la temporada 2008/2009, el pívot croata juega en la ACB de la mano del ViveMenorca, equipo con el que sólo disputa cinco encuentros, en los que promedia 1,4 puntos y 1,2 rebotes.
A principios de 2009 se sumó a las filas del Iurbentia Bilbao Basket para suplir la baja de Frédéric Weis, y estuvo en el conjunto hasta verano de 2010. Más tarde fichó por el Union Olimpija.